# Szklana Huta (województwo łódzkie)
Szklana Huta – wieś w Polsce położona w województwie łódzkim, w powiecie sieradzkim, w gminie Złoczew. Wieś znajduje się w odległości 3 km od centrum Złoczewa. Została założona wzdłuż drogi prowadzącej ze Złoczewa do Burzenina. 

## Historia
W latach 1975–1998 miejscowość położona była w województwie sieradzkim. Na początku XVII w. powstała tu huta szkła. Założył ją Andrzej Ruszkowski, miecznik kaliski, właściciel Złoczewa. We wsi znajduje się krzyż z 1918 roku.